# 巴蘭比爾
巴兰比尔（Balamber）是罗马帝国官员约达尼斯在其所著《哥特史》中提到的一位匈人君主。
根据《哥特史》的记载，巴兰比尔于375年率领匈人大军大破东哥特人厄尔曼纳里克，摧毁其统治的格鲁森尼王国。不过，罗马史学家阿米阿努斯·马尔切利努斯认为巴兰比尔的故事不可靠，他认为当时的匈人尚无国王。现代英国学者彼得·希瑟则认为巴兰比尔是弗拉米尔（Valamir）的转讹。弗拉米尔则是后来阿提拉时期东哥特人的国王，为匈人的重要附庸首领。
| 前任： 不详 | 匈人帝國君主 360年 — 378年 (?) | 繼任： 乌尔丁 |